# 서던 윈드
〈서던 윈드〉(일본어: サザン・ウインド 사잔 윈도[*])는 1984년 4월 11일에 발표한 일본의 여가수 나카모리 아키나(中森明菜)의 여덟 번째 싱글이다. (EP: L-1664) 작사는 키스기 에츠코(来生えつこ)가, 작곡은 안전지대의 멤버 다마키 코지(玉置浩二)가, 편곡은 세오 이치조(瀬尾一三)가 담당하였다. B면은 〈꿈 저멀리〉(夢遥か 유메하루카[*])이며 작사는 쇼노 마요(庄野真代)가, 작곡은 고이즈미 마사미(小泉まさみ)가 , 편곡은 하기타 미츠오(萩田光雄)가 도맡았다. 그녀의 초기 곡들 중에서 가장 밝은 곡조를 띈 곡으로서 이국적인 열대 지역의 느낌을 살린 곡이다.
1984년 4월 23일, 오리콘 주간 싱글 차트 1위를 달성한 이래 5월 7일까지 3주 연속 차트 정상을 석권하였으며 차트 톱100에는 17주간 자리를 지켰다. 이어 오리콘 연간 싱글 차트 10위를 달성하면서 나카모리의 15 싱글곡 연속 1위의 신호탄을 알린 곡이 되었다.
작곡자인 다마키 코지 또한 이 노래를 리메이크, 2012년 10월 24일에 출시한 셀프커버 음반 《Offer Music Box》에 수록되었다.

## 수록곡
| #            | 제목                                | 작사          | 작곡            | 편곡          | 재생 시간 |
| ------------ | ----------------------------------- | ------------- | --------------- | ------------- | --------- |
| 1.           | 〈〈서던 윈드〉(サザン・ウインド)〉 | 키스기 에츠코 | 다마키 코지     | 세오 이치조   | 3:52      |
| 2.           | 〈〈꿈 저멀리〉(夢遥か)〉           | 쇼노 마요     | 고이즈미 마사미 | 하기타 미츠오 | 3:47      |
| 총 재생 시간 | 총 재생 시간                        | 총 재생 시간  | 총 재생 시간    | 총 재생 시간  | 7:39      |

## 수상
- 제17회 일본유선대상 (상반기) - 상반기 유선대상
- 제3회 메갈로폴리스 가요제 - 팝스 그랑프리, 팝스 입상
- 제17회 전일본방송유선대상 (상반기) - 요미우리 테레비 최우수상, 우수스타상

## 발매 일정
| 버전                   | 일정             | 레이블         | 포맷               |
| ---------------------- | ---------------- | -------------- | ------------------ |
| 〈서던 윈드〉          | 1984년 4월 11일  | 워너 뮤직 재팬 | EP (L-1664)        |
| 〈서던 윈드〉 (재발매) | 1988년 7월 25일  | 워너 뮤직 재팬 | 8cmCD (10SL-137)   |
| 〈서던 윈드〉 (재발매) | 1988년 12월 21일 | 워너 뮤직 재팬 | CT (10L5-4047)     |
| 〈서던 윈드〉 (재발매) | 1998년 11월 26일 | 워너 뮤직 재팬 | 12cmCD (WPC6-8665) |
| 〈서던 윈드〉 (재발매) | 2008년 11월 12일 | 워너 뮤직 재팬 | 디지털 다운로드    |